# Världsmästerskapen i rodd 2023
Världsmästerskapen i rodd 2023 arrangerades mellan den 3 och 10 september 2023 i Belgrad i Serbien. Det var den 51:a upplagan av världsmästerskapen i rodd.

## Medaljörer

### Herrar
Icke olympisk klass
| Gren                     | Guld | Guld    | Silver | Silver  | Brons | Brons          |
| Singelsculler (M1x)      | Oliver Zeidler Tyskland | 6.38,08 | Simon van Dorp Nederländerna | 6.39,26 | Tom Mackintosh Nya Zeeland | 6.40,33        |
| Dubbelsculler (M2x)      | Nederländerna Melvin Twellaar Stef Broenink                                                                                                | 6.09,19 | Kroatien Martin Sinković Valent Sinković | 6.12,44 | Irland Daire Lynch Philip Doyle | 6.13,41        |
| Scullerfyra (M4x)        | Nederländerna Lennart van Lierop Finn Florijn Tone Wieten Koen Metsemakers                                                                 | 5.52,33 | Italien Nicolò Carucci Andrea Panizza Luca Chiumento Giacomo Gentili                                                                                             | 5.54,58 | Polen Dominik Czaja Fabian Barański Mirosław Ziętarski Mateusz Biskup                                                                      | 5.55,02        |
| Tvåa utan styrman (M2−)  | Schweiz Roman Röösli Andrin Gulich | 6.51,09 | Storbritannien Oliver Wynne-Griffith Tom George | 6.53,46 | Irland Ross Corrigan Nathan Timoney | 6.54,22        |
| Fyra utan styrman (M4−)  | Storbritannien Oliver Wilkes David Ambler Matthew Aldridge Freddie Davidson                                                                | 6.04,35 | USA Justin Best Nick Mead Michael Grady Liam Corrigan | 6.06,37 | Nya Zeeland Ollie Maclean Logan Ullrich Tom Murray Matt Macdonald                                                                          | 6.08,44        |
| Åtta med styrman (M8+)   | Storbritannien Jacob Dawson Morgan Bolding Rory Gibbs Sholto Carnegie Charles Elwes Thomas Digby James Rudkin Thomas Ford Harry Brightmore | 5.24,20 | Nederländerna Guus Mollee Olav Molenaar Jan van der Bij Guillaume Krommenhoek Sander de Graaf Jacob van de Kerkhof Gert-Jan van Doorn Mick Makker Dieuwke Fetter | 5.25,23 | Australien Patrick Holt Joshua Hicks Ben Canham Timothy Masters Jack Robertson Joseph O'Brien Angus Dawson Angus Widdicombe Kendall Brodie | 5.26,65        |
| Lättvikt                 | |         | |         | |                |
| Singelsculler (LM1x)     | Andri Struzina Schweiz | 7.42,41 | Niels Torre Italien | 7.44,90 | Artur Mikołajczewski Polen | 7.47,72        |
| Dubbelsculler (LM2x)     | Irland Fintan McCarthy Paul O'Donovan | 6.32,09 | Schweiz Jan Schäuble Raphaël Ahumada | 6.34,38 | Italien Stefano Oppo Gabriel Soares | 6.34,77        |
| Scullerfyra (LM4x)       | Italien Luca Borgonovo Nicolò Demiliani Pietro Ruta Matteo Tonelli                                                                         | 6.29,42 | Tyskland Max von Bülow Simon Klueter Fabio Kress Joachim Agne | 6.37,83 | Ingen medaljör | Ingen medaljör |
| Tvåa utan styrman (LM2−) | Italien Francesco Bardelli Stefano Pinsone                                                                                                 | 7.34,82 | Ungern Bence Szabó Kálmán Furkó | 7.40,23 | Moldavien Dmitrii Zincenco Nichita Naumciuc                                                                                                | 7.57,24        |

### Damer
Icke olympisk klass
| Gren                     | Guld | Guld    | Silver | Silver  | Brons | Brons          |
| Singelsculler (W1x)      | Karolien Florijn Nederländerna | 7.14,35 | Emma Twigg Nya Zeeland | 7.19,43 | Tara Rigney Australien | 7.21,07        |
| Dubbelsculler (W2x)      | Rumänien Nicoleta-Ancuța Bodnar Simona Radiș | 6.46,94 | Litauen Donata Karalienė Dovilė Rimkutė | 6.50,34 | USA Kristina Wagner Sophia Vitas | 6.50,45        |
| Scullerfyra (W4x)        | Storbritannien Lauren Henry Hannah Scott Lola Anderson Georgina Brayshaw                                                                                      | 6.29,70 | Nederländerna Roos de Jong Tessa Dullemans Laila Youssifou Bente Paulis                                                                               | 6.30,37 | Kina Chen Yunxia Zhang Ling Lü Yang Cui Xiaotong                                                                                                 | 6.35,05        |
| Tvåa utan styrman (W2−)  | Nederländerna Ymkje Clevering Veronique Meester | 7.20,52 | Australien Jessica Morrison Annabelle McIntyre | 7.22,90 | Rumänien Ioana Vrînceanu Roxana Anghel | 7.24,33        |
| Fyra utan styrman (W4−)  | Nederländerna Marloes Oldenburg Hermijntje Drenth Tinka Offereins Benthe Boonstra                                                                             | 6.41,82 | Rumänien Mădălina Bereș Maria Tivodariu Maria-Magdalena Rusu Amalia Bereș                                                                             | 6.43,29 | Storbritannien Heidi Long Rowan McKellar Helen Glover Rebecca Shorten                                                                            | 6.44,31        |
| Åtta med styrman (W8+)   | Rumänien Maria-Magdalena Rusu Roxana Anghel Adriana Adam Iuliana Buhuș Mădălina Bereș Maria Tivodariu Ioana Vrînceanu Amalia Bereș Victoria-Ștefania Petreanu | 6.01,28 | USA Emily Froehlich Margaret Hedeman Jessica Thoennes Regina Salmons Alina Hagstrom Brooke Mooney Mary Mazzio-Manson Charlotte Buck Cristina Castagna | 6.03,73 | Australien Paige Barr Georgie Gleeson Olympia Aldersey Lily Alton-Triggs Georgina Rowe Jacqueline Swick Molly Goodman Bronwyn Cox Hayley Verbunt | 6.04,17        |
| Lättvikt                 | |         | |         | |                |
| Singelsculler (LW1x)     | Siobhan McCrohan Irland | 8.47,96 | Kenia Lechuga Mexiko | 8.51,57 | Sophia Luwis USA | 8.52,48        |
| Dubbelsculler (LW2x)     | Storbritannien Emily Craig Imogen Grant | 7.19,23 | USA Michelle Sechser Mary Jones | 7.22,89 | Rumänien Mariana-Laura Dumitru Ionela-Livia Cozmiuc                                                                                              | 7.23,70        |
| Tvåa utan styrman (LW2−) | Italien Serena Mossi Elisa Grisoni | 8.33,13 | Tyskland Luise Münch Eva Hohoff | 8.40,64 | Ingen medaljör | Ingen medaljör |

### Pararodd
Icke paralympisk klass
| Gren                            | Guld                                                                                           | Guld     | Silver                                                                      | Silver          | Brons                                                                          | Brons           |
| Herrar                          |                                                                                                |          |                                                                             |                 |                                                                                |                 |
| PR1 singelsculler (PR1M1x)      | Roman Poljanskyj Ukraina                                                                       | 8.59,60  | Giacomo Perini Italien                                                      | 9.04,40         | Benjamin Pritchard Storbritannien                                              | 9.09,43         |
| PR2 singelsculler (PR2M1x)      | Corné de Koning Nederländerna                                                                  | 9.48,32  | Gian Filippo Mirabile Italien                                               | 10.08,88        | Paul Umbach Tyskland                                                           | 10.42,49        |
| PR3 tvåa utan styrman (PR3M2−)  | Ukraina Ivan Kupryjtjuk Andrij Syvych                                                          | 8.30,78  | Inga medaljörer                                                             | Inga medaljörer | Inga medaljörer                                                                | Inga medaljörer |
| Damer                           |                                                                                                |          |                                                                             |                 |                                                                                |                 |
| PR1 singelsculler (PR1W1x)      | Birgit Skarstein Norge                                                                         | 10.05,91 | Nathalie Benoit Frankrike                                                   | 10.07,70        | Anna Sjeremet Ukraina                                                          | 10.10,31        |
| PR2 singelsculler (PR2W1x)      | Anna Ajsanova Ukraina                                                                          | 12.03,39 | Inga medaljörer                                                             | Inga medaljörer | Inga medaljörer                                                                | Inga medaljörer |
| Mix                             |                                                                                                |          |                                                                             |                 |                                                                                |                 |
| PR2 dubbelsculler (PR2Mix2x)    | Storbritannien Lauren Rowles Gregg Stevenson                                                   | 8.45,67  | Kina Liu Shuang Jiang Jijian                                                | 8.47,28         | Polen Jolanta Majka Michał Gadowski                                            | 9.05,13         |
| PR3 dubbelsculler (PR3Mix2x)    | Australien Nikki Ayers Jed Altschwager                                                         | 8.07,07  | USA Gemma Wollenschlaeger Todd Vogt                                         | 8.15,22         | Frankrike Elur Alberdi Laurent Cadot                                           | 8.27,09         |
| PR3 fyra med styrman (PR3Mix4+) | Storbritannien Francesca Allen Morgan Fice-Noyes Giedrė Rakauskaitė Edward Fuller Erin Kennedy | 7.22,20  | USA Skylar Dahl Saige Harper Alex Flynn Benjamin Washburne Emelie Eldracher | 7.25,01         | Tyskland Susanne Lackner Jan Helmich Marc Lembeck Kathrin Marchand Inga Thoene | 7.29,74         |

## Medaljtabell
*   Värdland ( Serbien)
| Nr                   | Nation               | Guld | Silver | Brons | Totalt |
| -------------------- | -------------------- | ---- | ------ | ----- | ------ |
| 1                    | Nederländerna        | 6    | 3      | 0     | 9      |
| 2                    | Storbritannien       | 6    | 1      | 2     | 9      |
| 3                    | Italien              | 3    | 4      | 1     | 8      |
| 4                    | Ukraina              | 3    | 0      | 1     | 4      |
| 5                    | Rumänien             | 2    | 1      | 2     | 5      |
| 6                    | Schweiz              | 2    | 1      | 0     | 3      |
| 7                    | Irland               | 2    | 0      | 2     | 4      |
| 8                    | Tyskland             | 1    | 2      | 2     | 5      |
| 9                    | Australien           | 1    | 1      | 3     | 5      |
| 10                   | Norge                | 1    | 0      | 0     | 1      |
| 11                   | USA                  | 0    | 5      | 2     | 7      |
| 12                   | Nya Zeeland          | 0    | 1      | 2     | 3      |
| 13                   | Frankrike            | 0    | 1      | 1     | 2      |
| 13                   | Kina                 | 0    | 1      | 1     | 2      |
| 15                   | Kroatien             | 0    | 1      | 0     | 1      |
| 15                   | Litauen              | 0    | 1      | 0     | 1      |
| 15                   | Mexiko               | 0    | 1      | 0     | 1      |
| 15                   | Ungern               | 0    | 1      | 0     | 1      |
| 19                   | Polen                | 0    | 0      | 3     | 3      |
| 20                   | Moldavien            | 0    | 0      | 1     | 1      |
| Totalt (20 nationer) | Totalt (20 nationer) | 27   | 25     | 23    | 75     |